# 2012年夏季奥林匹克运动会中国跆拳道队
参加2012年伦敦夏季奥林匹克运动会的中国跆拳道队共计13人，其中运动员3人，官员与工作人员9人，领队常建平（兼任）。

## 人员构成
运动员（4人）

男子（2人）：刘哮波

女子（2人）：侯玉琢、吴静钰
官员与管理人员（9人）

领队： 常建平（兼任）

教练员（5人）：刘良宗 王志杰 姚强  

医生：朱丽华、白卫民，管理：张雷